# Franciszek Paweł Raszeja

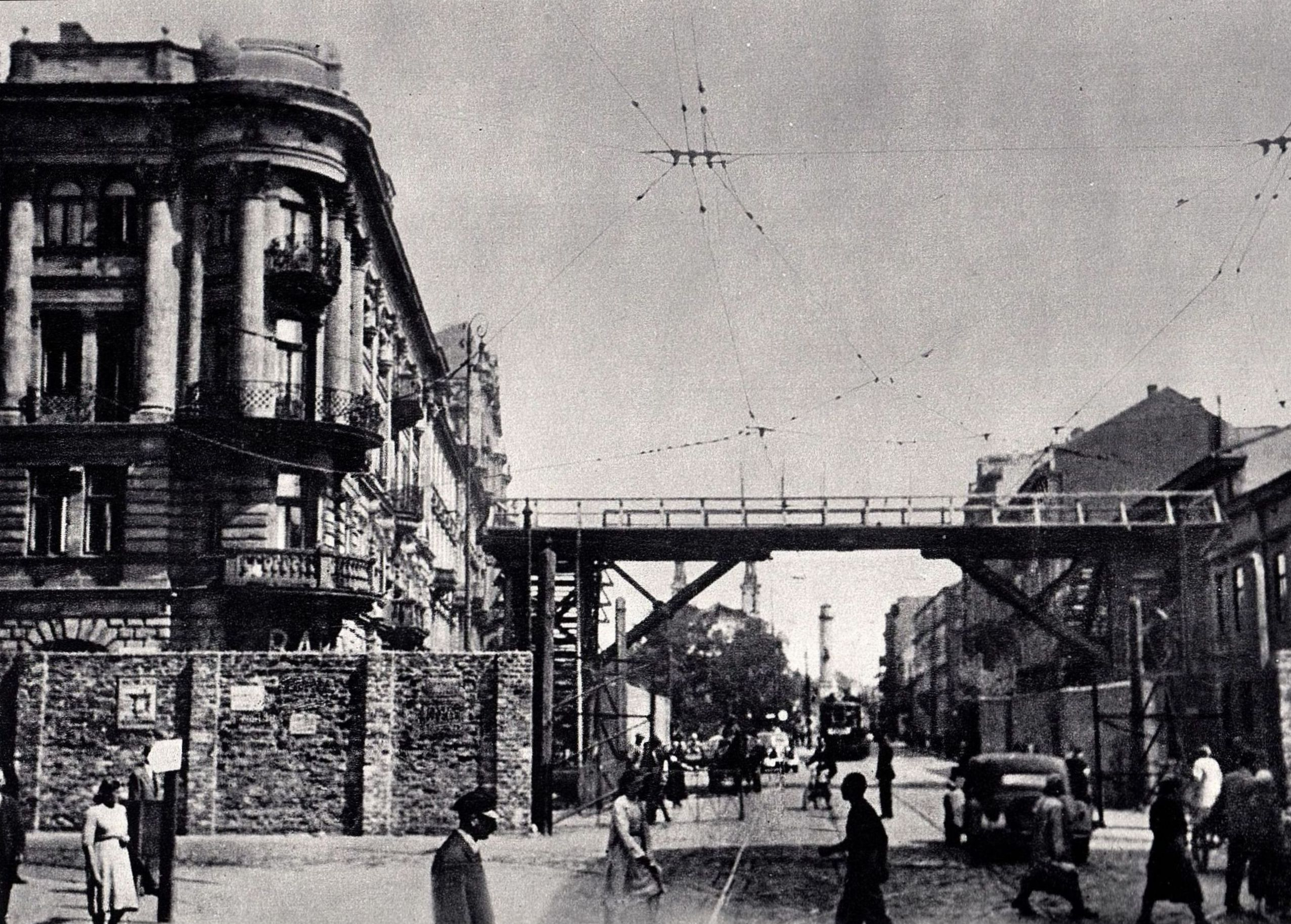
Kamienica przy ul. Chłodnej 26 (po lewej), w której został zamordowany Franciszek Raszeja

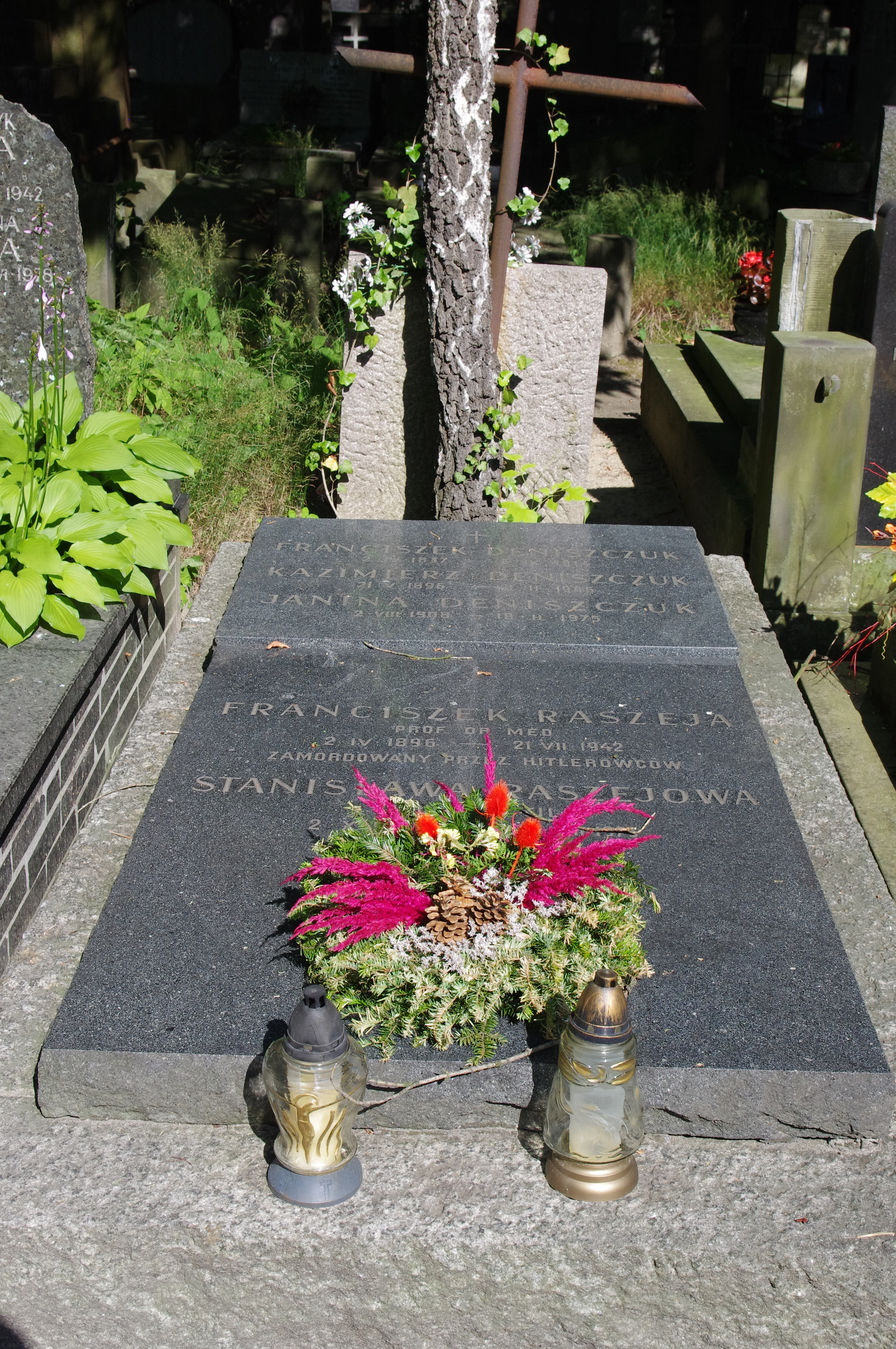
Grób Franciszka Pawła Raszei na Starych Powązkach

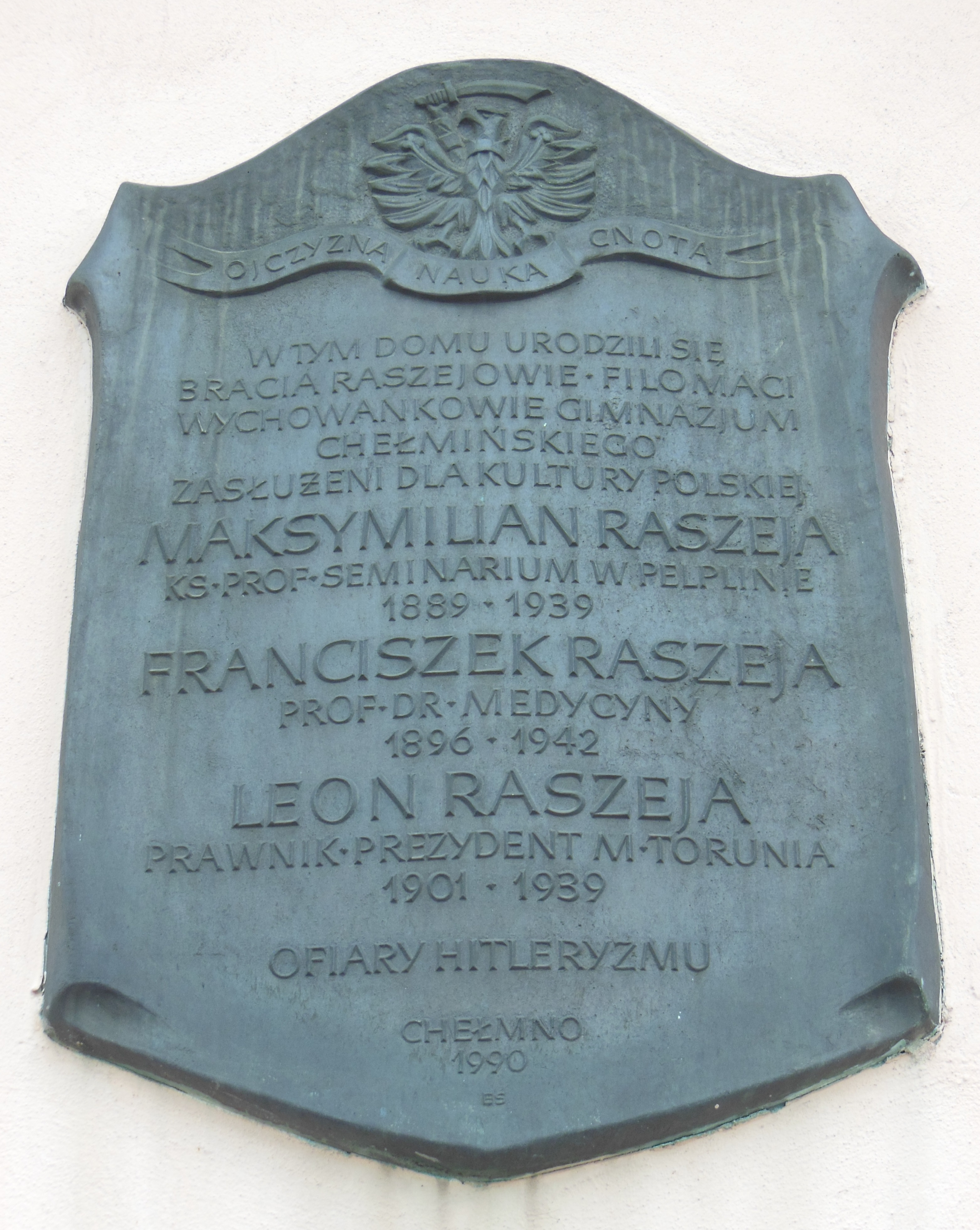

Franciszek Paweł Raszeja (ur. 2 kwietnia 1896 w Chełmnie, zm. 21 lipca 1942 w Warszawie) – polski lekarz-ortopeda i nauczyciel akademicki.

## Życiorys
Urodził się w rodzinie urzędnika pocztowego Ignacego i Marii z domu Cichoń. Uczęszczał do Gimnazjum Chełmińskiego, gdzie przyjaźnił się z późniejszym politykiem i działaczem SPD, Kurtem Schumacherem.
Podczas I wojny światowej został wcielony do armii niemieckiej, walczył na froncie wschodnim; wzięty do niewoli był przetrzymywany w Taszkencie. W 1918 przez Finlandię i Szwecję przedostał się do kraju. Brał udział w wojnie polsko-bolszewickiej jako sanitariusz. Po studiach medycznych w Münster, Krakowie i Poznaniu oraz uzyskaniu stopnia doktora nauk medycznych pracował w klinice Wydziału Lekarskiego Uniwersytetu Poznańskiego. W 1928 był jednym z pięciu członków założycieli Polskiego Towarzystwa Ortopedycznego i Traumatologicznego (Ireneusz Wierzejewski, Michał Grobelski, Henryk Cetkowski, Franciszek Raszeja, Wiktor Dega). Habilitował się w 1931 i został dyrektorem szpitala ortopedycznego w Swarzędzu. Równocześnie kierował polikliniką ortopedyczną w Poznaniu. Raszeja doprowadził w 1935 do ponownego otwarcia szpitala ortopedycznego Uniwersytetu Poznańskiego i objął jego kierownictwo, a rok później uzyskał tytuł profesora.
Po zakończeniu działań wojennych we wrześniu 1939 pracował jako lekarz w Warszawie (od grudnia 1939 był ordynatorem oddziału chirurgicznego szpitala PCK) i nauczał na tajnym Wydziale Lekarskim Uniwersytetu Warszawskiego. Skontaktował się z przebywającym w warszawskim getcie profesorem Ludwikiem Hirszfeldem i zorganizował akcje krwiodawstwa na rzecz ludności żydowskiej.
21 lipca 1942 udał się do mieszkania w kamienicy przy ul. Chłodnej 26 na terenie dzielnicy zamkniętej, aby zająć się pacjentem (posiadał przepustkę do getta). Tam został zamordowany przez gestapowców pod dowództwem SS-Sturmbannführera Hermana Höflego wraz ze swoim pacjentem Abe Gutnajerem, jego rodziną, dwoma żydowskimi lekarzami oraz pielęgniarką.
O jego śmierci 30 lipca 1942 roku poinformował konspiracyjny „Biuletyn Informacyjny”, stwierdzając, że:

Akcja wywożenia potrwa prawdopodobnie kilka tygodni. W czasie mordowania Żydów zginęło w getcie kilku Polaków przebywających tam służbowo. M.in. zamordowano znakomitego chirurga, prof. uniwers. Poznańskiego - Raszeję, wezwanego do getta za przepustką na konsylium.

Należał do Polskiej Korporacji Akademickiej Baltia.
Pochowany został na cmentarzu Powązkowskim (kwatera 108-6-6).

## Życie prywatne
Brat Leona, Maksymiliana, Alojzego i Walerii Raszejów.  Od 1923 był żonaty ze Stanisławą Deniszczuk. Mieli dwie córki: Bożenę i Ewę.

## Upamiętnienie
Jego imieniem nazwano Szpital Miejski w Poznaniu przy ul. Mickiewicza (otwarty w 1953), ulicę w Warszawie na Kole (obecna dzielnica Wola), a także osiedle w Chełmnie.